# Araeolaimus parvibulbosus
Araeolaimus parvibulbosus is een rondwormensoort uit de familie van de Diplopeltidae. De wetenschappelijke naam van de soort is voor het eerst geldig gepubliceerd in 1971 door Platonova.